# Den Islamiske Guldalder
Islams guldalder er en periode i islams historie, hvor den økonomiske udvikling, videnskaben og kulturlivet blomstrede. Baghdad blev i denne periode et af verdenshistoriens store kulturcentre på linje med Athen på Platons og Aristoteles' tid og Alexandria i senantikken. Traditionelt dateres guldalderens begyndelse til abbaside-kaliffen Harun al-Rashids regeringstid 786-809, og dens afslutning til abbaside-kalifatets sammenbrud ved mongolernes invasion og erobring af Baghdad i 1258. Nogle historikere mener, at guldalderen fortsatte indtil 1500-tallet.
Under Harun al-Rashid (786-809) og hans søn al-Mamun (813-833) oplevede abbasidekalifatet en storhedstid for litteratur, teologi, filosofi og naturvidenskab. I hovedstaden Baghdad oprettede Harun al-Rashid og al-Mamun Visdommens hus (Bayt al-hikma), der blev en videnskabelig institution, hvor antikke værker fra den hellenistiske tradition blev oversat til arabisk. Kalifferne byggede også enorme paladser og paladsbyer, der blev udsmykket med en sagnomspunden pragt.
Selvom der også blev oversat seriøs faglitteratur fra syrisk, persisk og indisk, blev græsk tænkning i meget høj grad basis for den arabiske intellektuelle kultur. Derfor blev det arabiske kalifat også på mange måder en videreførelse af hellenismen og overtog dennes internationale og interkulturelle karakter. Den islamisk-teologiske skole mutazilismen, som al-Mamun bekendte sig til, var således fortaler for en rationel tilgang til teologi og videnskab baseret på tankegangen hos de græske filosoffer. Islams tolerance overfor andre monoteistiske religioner betød, at bl.a. jøder, kristne og zoroastrister fik anerkendt borgerskab i kalifatet og kunne opnå høje samfundsposter. Ca. halvdelen af videnskabsmændene i abbasidekalifatets tidlige periode i 800- og 900-tallet var således ikke muslimer.
Parallelt med udviklingen i det centrale arabisk-islamiske område i Mellemøsten oplevede det umayyadiske Córdoba-kalifat en tilsvarende blomstringstid med kulmination under kalif Abd al-Rahman 3. Hovedstaden Córdoba udviklede sig til Vesteuropas største by med mere end 500.000 indbyggere. Den blev også et centrum for islamisk kultur med skoler og biblioteker, der tiltrak muslimske, kristne og jødiske intellektuelle.
Blandt guldalderens fremtrædende videnskabsmænd var matematikeren Muhammad ibn Mūsā al-Khwārizmī, medicinerne Ibn Sina (kendt i vesten som Avicenna) og Muhammad ibn Zakariya al-Razi samt filosofferne Al-Kind, Al-Farabi og den noget senere Ibn Khaldun.